# Ceratosolen adenospermae
Ceratosolen adenospermae är en stekelart som beskrevs av Wiebes 1965. Ceratosolen adenospermae ingår i släktet Ceratosolen och familjen fikonsteklar. Inga underarter finns listade i Catalogue of Life.